# Марципан

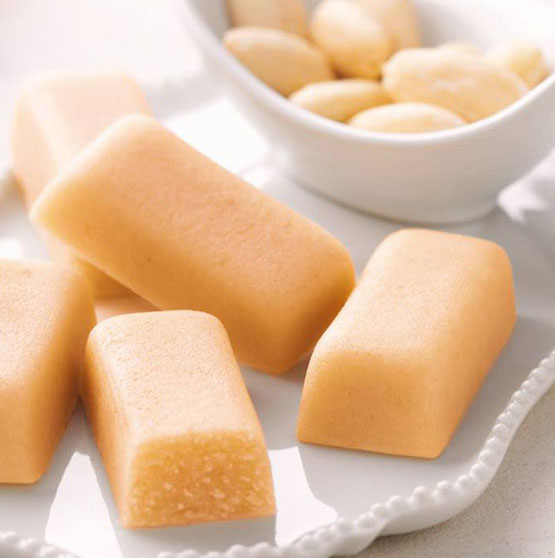

Марципа́н (італ. marzapane — «Березневий хліб») — різновид кондитерського виробу.
Справжній марципан — це суміш змеленого на борошно мигдалю та цукрового сиропу чи цукрової пудри. Інколи марципаном називають також масу з різних горіхів (арахісу, горіха кеш'ю), патоки, цукру.
Марципани виробляють у всій Європі, часто у вигляді декоративних фігурок і прикрас на тортах.
Марципани були традиційними солодощами на ярмарках і народних гуляннях у містах Центральної Європи (Німеччина, Австрія, Угорщина тощо). Найбільшої слави дістали марципани німецьких міст Любека та Кенігсберга (нині російський Калінінград). Фірма Нідереггер (Niederegger) з Любека досі залишається провідним виробником марципанів найвищої якості (100 % марципанової пасти).

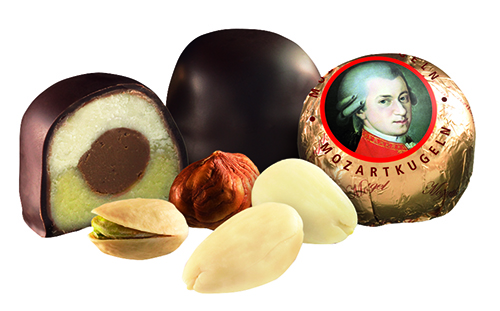
Цукерки Моцарт Шлуквердер

Нині на комерційну основу поставлено виготовлення будапештських та віденських марципанів, вони є добрим і відносно недорогим сувеніром для туристів, які відвідують ці міста. Популярними тепер є і марципани «Кулі Моцарта» (нім. Mozartkugeln), які виготовляються з використанням як правило фісташкового марципану і нуги.

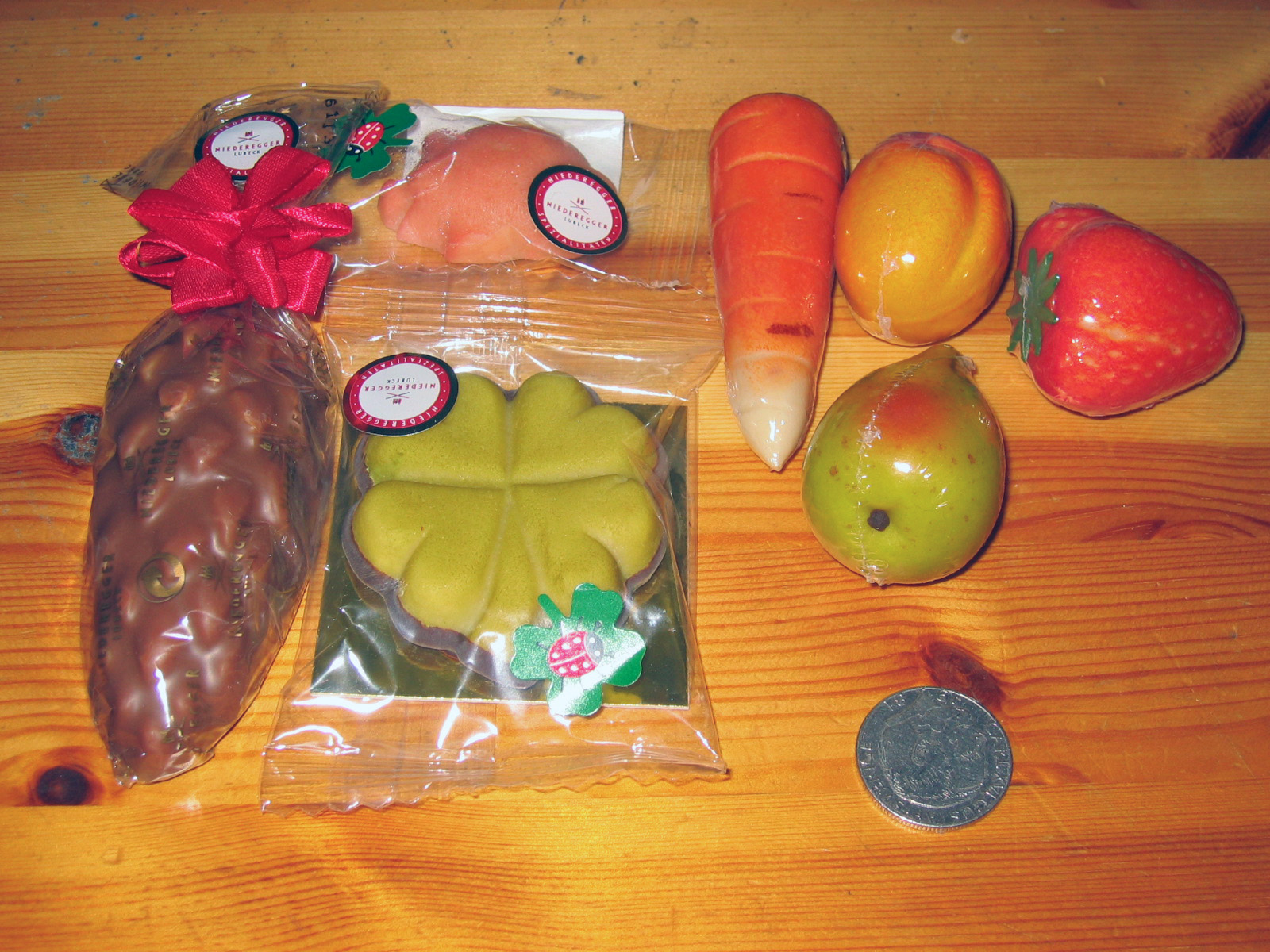
Марципани фірми Нідереґґер

Марципани були відомі і в Україні, про що, в тому числі, свідчить популярне українське прислів'я «Обійдеться циганське весілля і без марципанів».
Як замінник мигдалю часто використовуються ядра абрикосових або персикових кісточок, тоді продукт називають персіпан.

## Марципан по світу

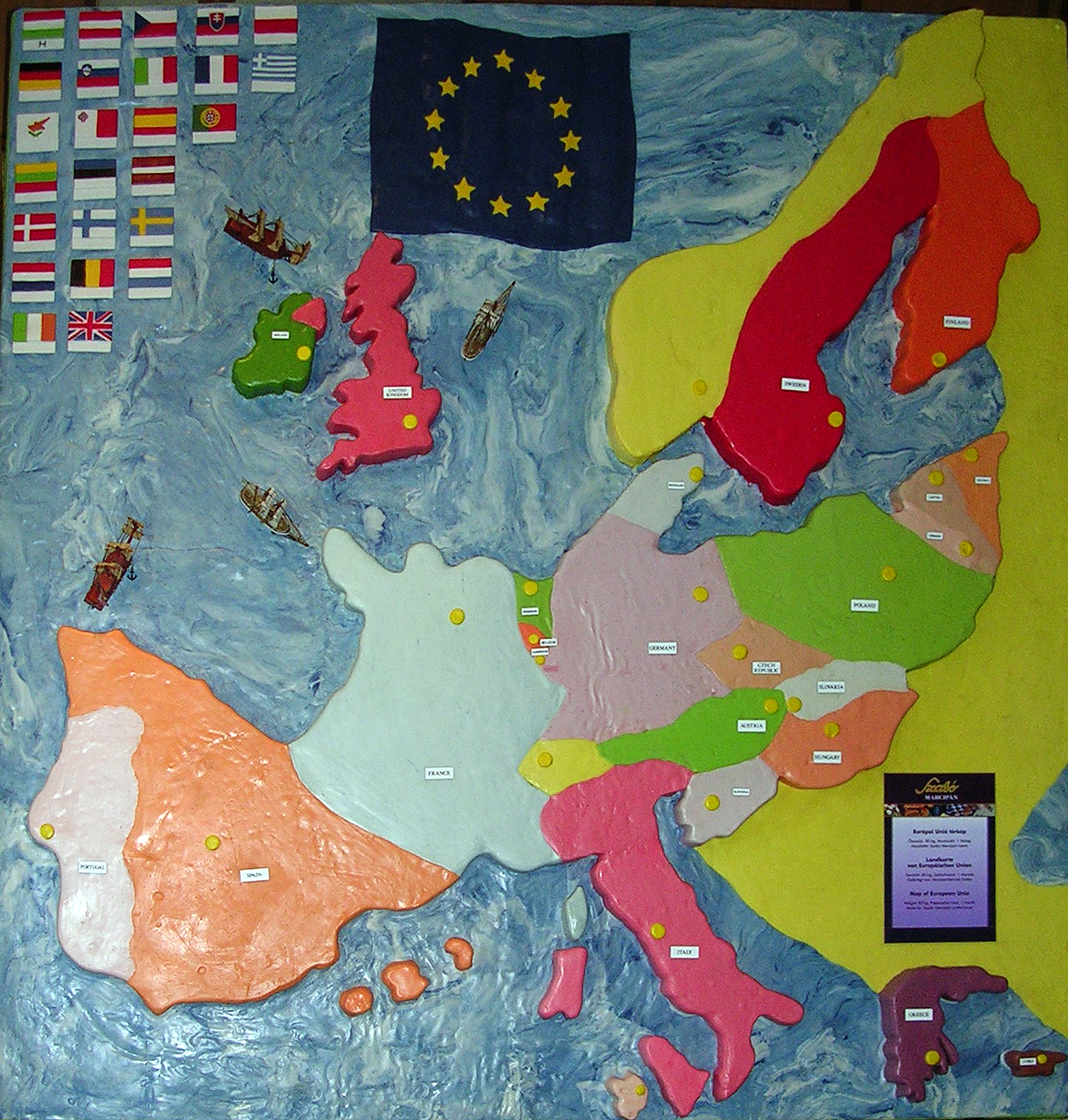
Марципанова карта Європейського Союзу, створена Будапештським музеєм марципану на честь вступу Угорщини до союзу в 2004 році

#### Південна Європа
В Іспанії марципан є традиційним різдвяним десертом (mazapán), хоча в Толедо, де перша письмова згадка про цей продукт датується 1512 роком, його їдять цілий рік. В Італії, особливо в Палермо, марципан (marzapane) часто формують і розмальовують харчовими барвниками під фрукти — frutta martorana (марторанські фрукти)— особливо під час різдвяного сезону та в Il Giorno dei Morti (День поминання всіх душ) 2 листопада. 9 і 10 травня також є особливими днями для споживання марципану в Сицилії. У Португалії, де здавна солодощі виготовляли черниці, марципан (maçapão) використовується для створення фруктоподібних солодощів; особливо поширений він у регіоні Алгарве, де його формують у вигляді фруктів і начиняють Fios de ovos (яєчними нитками). Є й інші регіони, як Толедо в Іспанії, де марципан (mazapán) формують у прості тваринні форми та інколи начиняють яєчним жовтком (yema) і цукром. У Греції та Кіпрі марципан виготовляють у різних формах і розмірах і майже завжди залишають білим. На островах Егейського моря білий марципан вважають весільним пригощанням і подають гостям на весільних бенкетах.
На Мальті марципан використовується як начинка в традиційних мальтійських великодніх стравах під назвою figolli (однина: figolla). Він також популярний у Туреччині, де його називають badem ezmesi. Зареєстровано дві регіональні варіації в Турецькому патентному і торговельному офісі.

#### Північна Європа

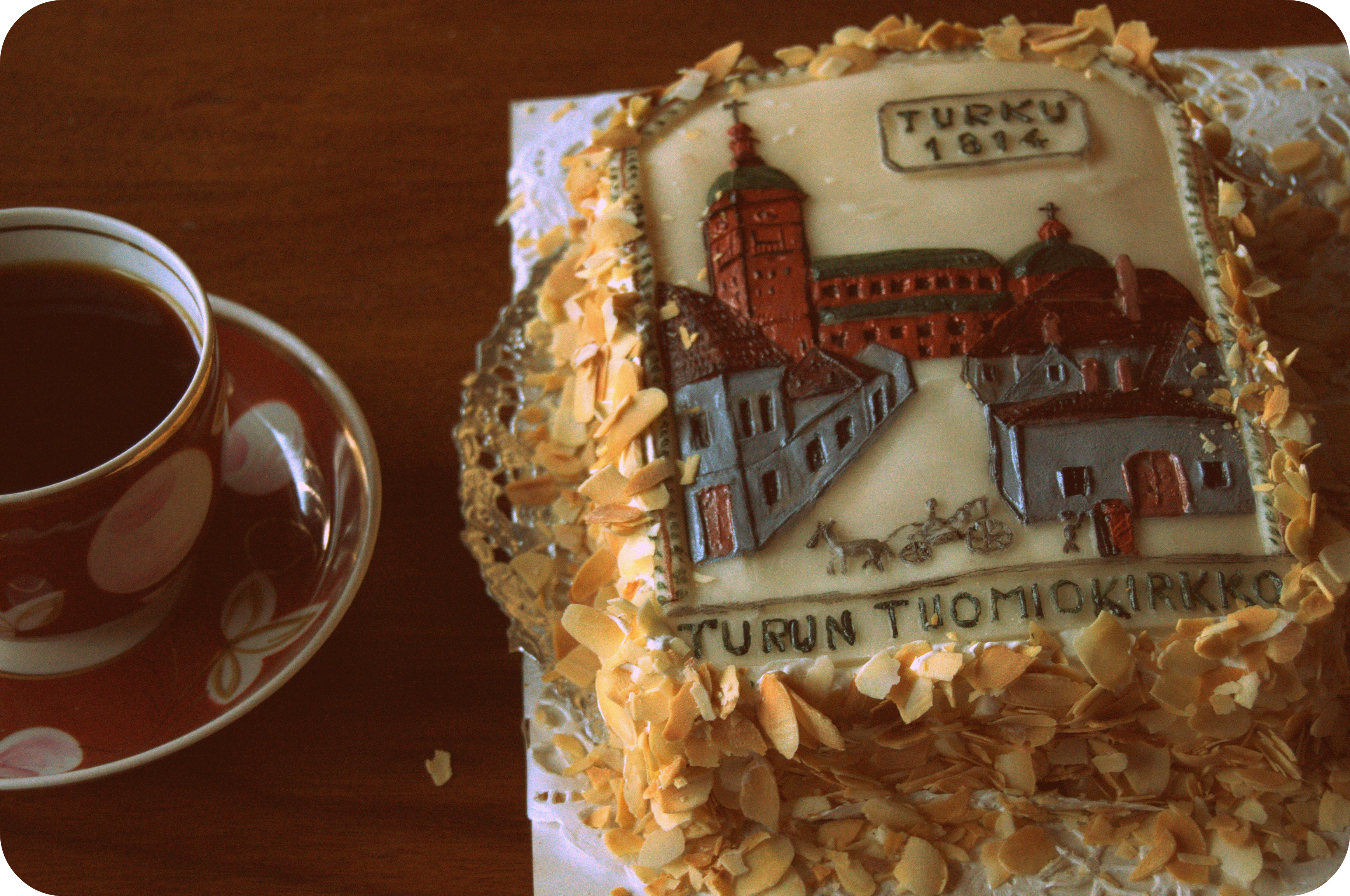
Торт з собором Турку з марципаном

У Данії, Швеції та Норвегії прийнято ласувати марципановими свинями під час Різдва, марципановими яйцями на Великдень і kransekage на Новий рік. Його також використовують у великій різноманітності тортів і кондитерських виробів, не пов'язаних зі святами, включаючи træstammer, gåsebryst, і napoleonshatte, а також як інгредієнт у начинці ремонс для данської випічки.
У кафе Maiasmokk у Таллінн, Естонія, є невеликий музей, присвячений історії та виробництву марципану.
Традиційний шведський принцесовий торт зазвичай покривають шаром марципану, пофарбованим у блідо-зелений або рожевий колір.
Традиційний фінський Käpykakku зазвичай покривають шаром марципану темно-коричневого кольору, який має форму соснової шишки та є шорстким.

#### Західна та Центральна Європа

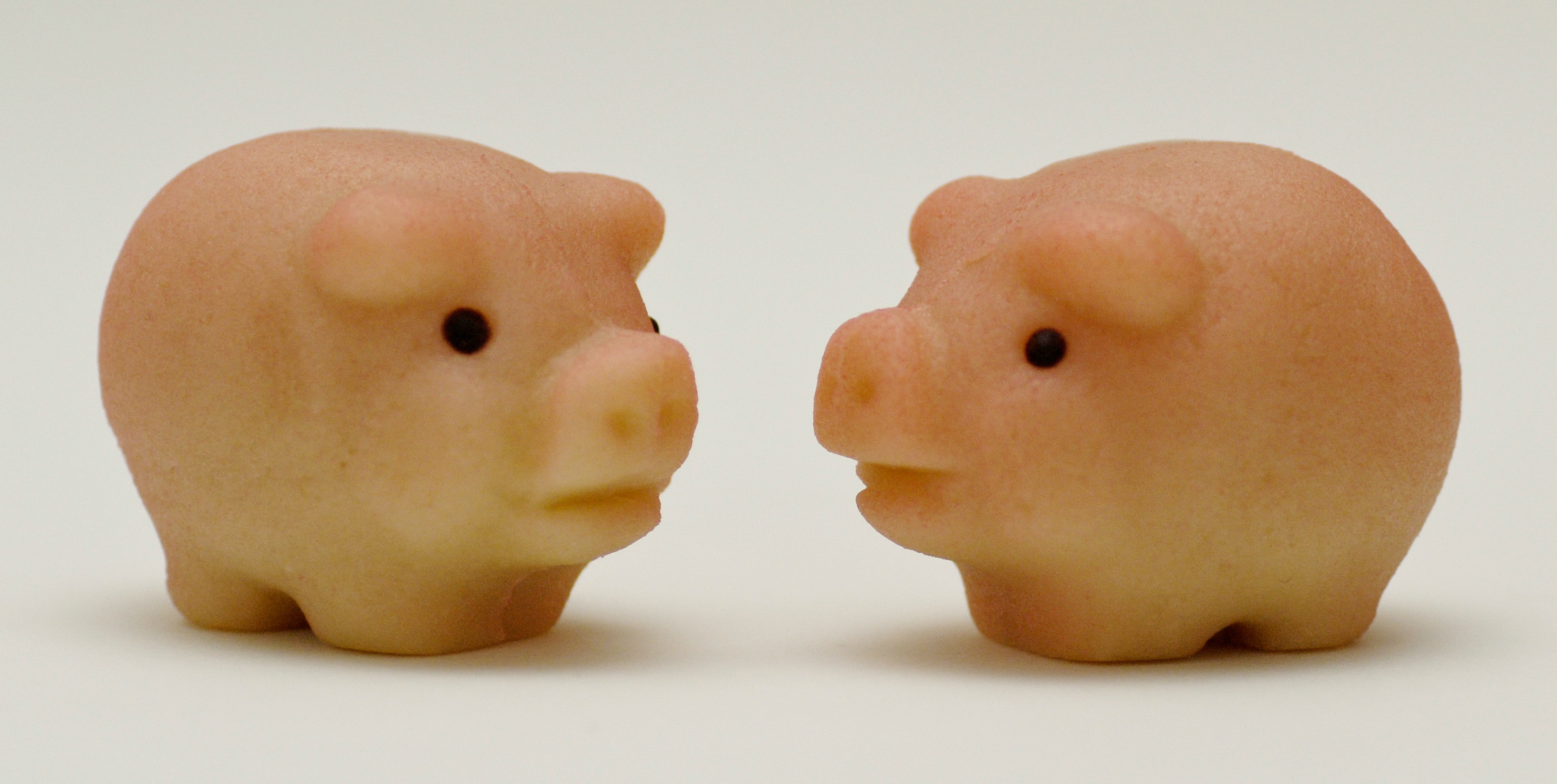
Відлиті марципанові свинки

У Бельгії та Нідерландах фігурки з marsepein ('марципану') дають як подарунки на свято Сінтерклас (Святого Миколая). У Франції massepain є спеціалітетом Сент-Леонар-де-Нобла, міста в Лімузен. Він має форму печива. Також його готують у Жиронда, де його називають жірондський пудинг, який роблять з твердого хліба, коричневого цукру та ароматизують родзинками, замоченими в ромі.

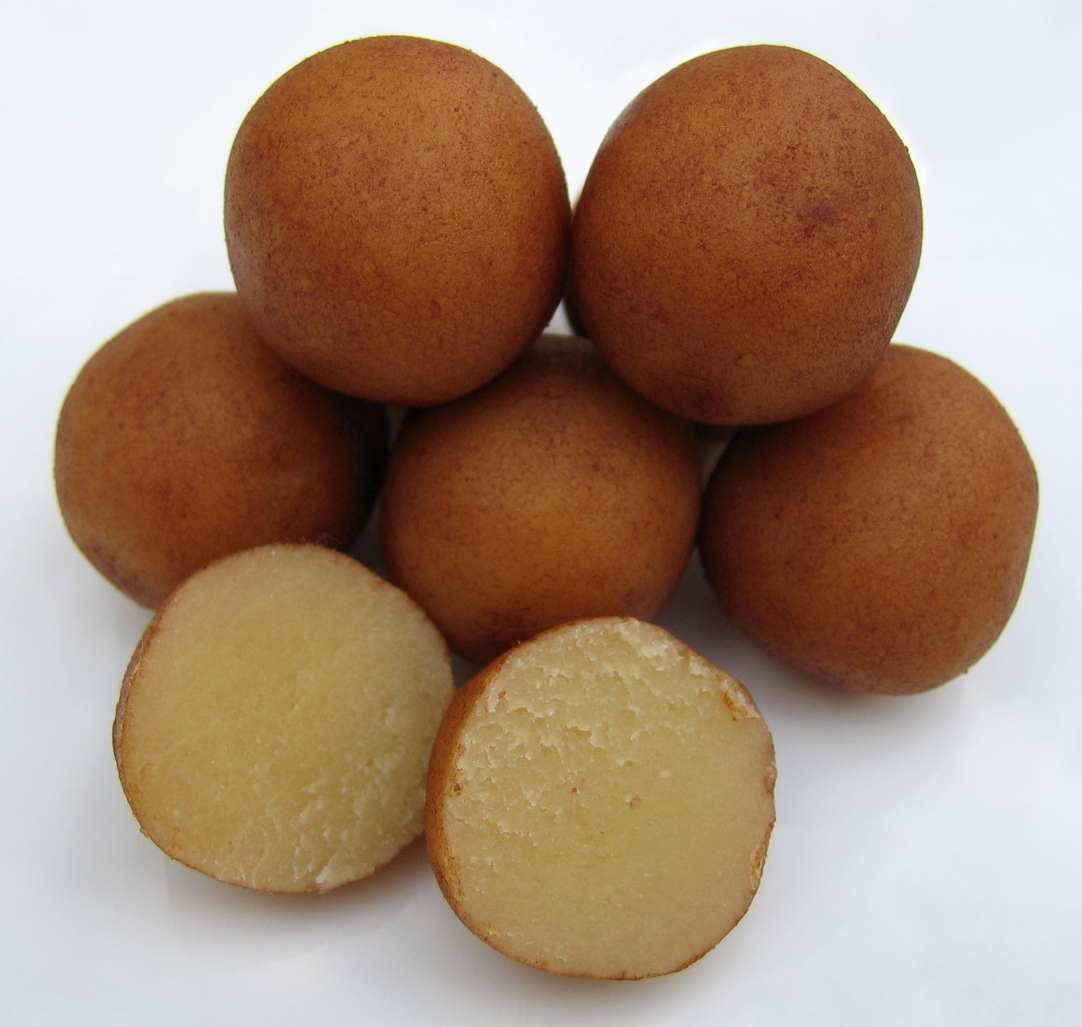
Марципанова «картопля»

У Німеччині поширено дарувати марципан у формі буханця хліба (Marzipanbrot) або маленьких картоплин (Marzipankartoffeln) під час різдвяних свят. Штолен може містити марципан, і часто його використовують як інгредієнт у сезонній випічці, наприклад, Бетманнхен, Домінштайн та інших різдвяних печивах. Один традиційний новорічний подарунок відомий як Glücksschwein ('щаслива свиня'). Моцартові кульки — це славнозвісний експортний товар Австрії, що складається з марципанових кульок, занурених у темний шоколад. У Великій Британії святкові фруктові торти прикрашають шаром марципану – особливо різдвяний торт, який покривають білою цукровою глазур'ю, а на Великдень торт Сімнель містить шар марципану, додатковий шар прикрашає зверху та злегка підсмажується або запікається для надання кольору. Баттенберзький торт, який походить з Англії, покритий шаром марципану. У Женеві традиційною частиною святкування Л'Ескаладе є ритуал розбивання шоколадного казана, наповненого марципановими овочами, що є посиланням на облогу міста савойцями, яку, за переказами, зірвала господиня казаном окропу.

### Близький Схід
У Сирії марципан відомий як lozina, lowzineh (перс. لوزینه, похідне від араб. لوز lawz, 'мигдаль'), або marçabén (араб. مرصبان). Його ароматизують водою з цвіту апельсину та формують у троянди та інші витончені квіти перед випіканням. Марципан також може бути зроблений з вівсянки, фаріни або манної крупи.
Для євреїв в Ірані марципанові фрукти є традиційною песахською стравою, що замінює печиво та тістечка. Згідно зі звичаєм сефардських євреїв, друзі жінки, яка народила, готували їй їжу та власноруч готували марципан. Вважалося, що це сприяє посиленню молока матері та є символом чистоти й доброї долі як для матері, так і для дитини.

### Америки
У латиноамериканській кухні марципан відомий як ісп. mazapán і традиційно з'їдається на Різдво. У деяких латиноамериканських країнах форми mazapán виготовляють з горіхів або насіння, відмінних від мигдалю. У Гватемалі спеціальний mazapán з Аматитлана виготовляють з гарбузового насіння (пепіта), рису та цукру. Мексиканський mazapán типово виготовляють з арахісу. Цю арахісову пасту використовують у комерційних мексиканських цукерках під назвою mazapán de la Rosa.

### Азія
В індійському штаті Гоа марципан (maçapão) був запроваджений з Португалії. Однак гоанська версія використовує кеш'ю замість мигдалю. Гоанський марципан використовується для виготовлення великодніх яєць. Його також використовують для приготування різдвяних солодощів різних форм: фруктів, квітів, зірок тощо. Так само в місті Мумбаї вихідці з Східної Індії формують свій марципан на основі кеш'ю або мигдалю в різні форми до Різдва та у вигляді марципанових яєць, курчат і капелюшків на Великдень.
У філіппінській кухні марципан привезли з Іспанії, mazapán de pili (іспанською 'марципан пілі') виготовляють з горіхів пілі.

## Легенди про походження

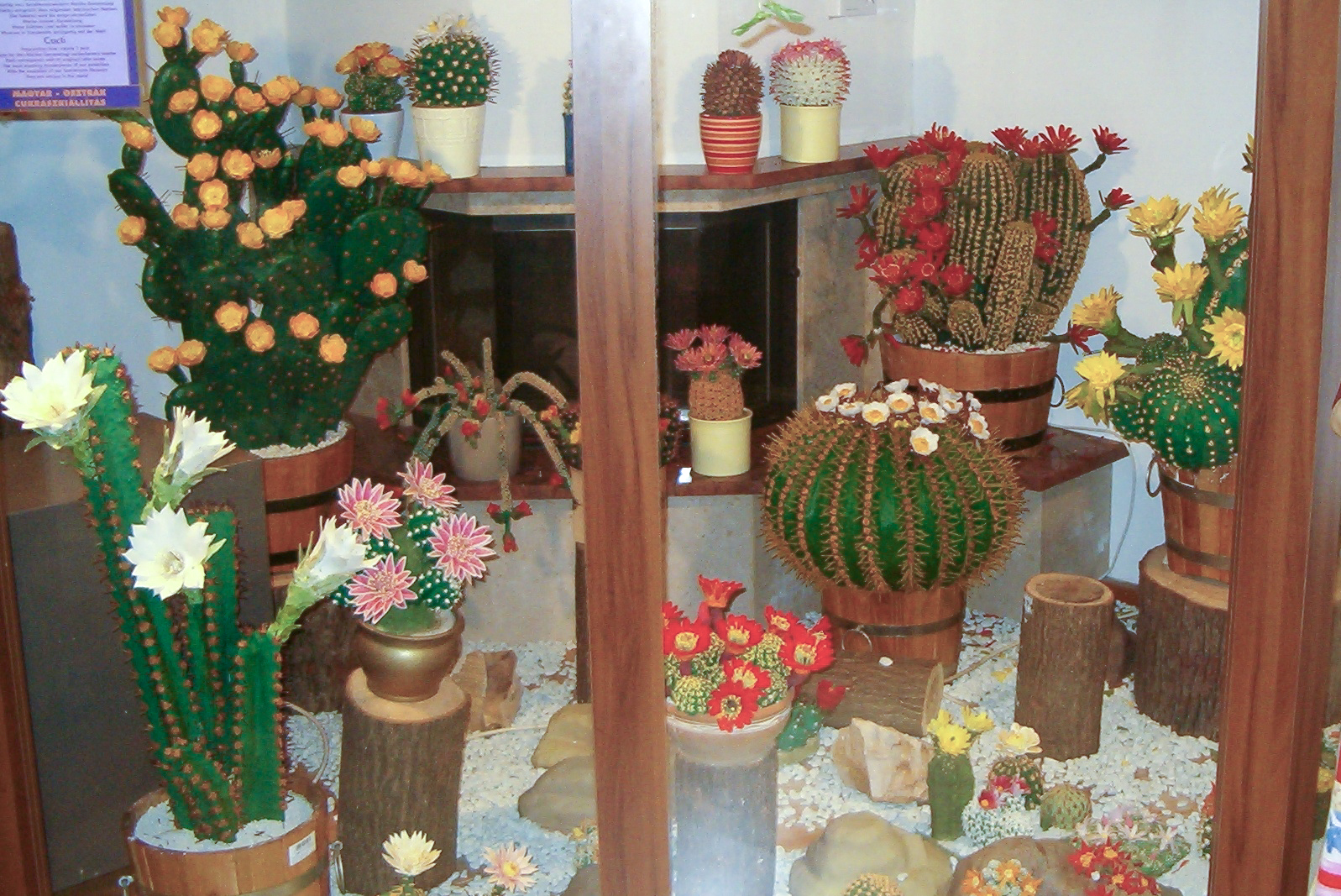
Музей марципану в Угорщині

Точно невідомо, де саме був уперше приготовлений марципан. Найдавніші згадки про європейські солодощі, схожі на марципан, свідчать на користь Іспанії. Але саму назву першими згадують сицилійські хроніки. Збереглися й легенди про винайдення марципана у Франції. Але швидше за все йдеться про рецепт, запозичений у мусульман і, можливо, трохи переінакшений.
За однією з легенд слово «марципан» спочатку означало «березневий хліб» — використовувати «мигдалеве борошно» вирішили ченці, коли в них наприкінці зими закінчилося звичайне, пшеничне борошно. Інша версія стверджує, що марципан був винайдений як ліки від психічних розладів, оскільки позитивно впливає на нервову систему. Є й версія, що легенда про «березневий хліб» придумана пізніше, а насправді слово «марципан» походить з перської мови, в якій «марзпаном» називають намісника якоїсь землі.
У Північній Європі марципан вважають власним винаходом. Але й там за право першості змагаються одразу кілька ганзейських міст — Любек, Кенігсберг і Таллінн.
В світі існує декілька музеїв марципану. Серед них: в Любеку і Талліні, в містечку Сентендре неподалік від Будапешта та в Кфар Тавор (Ізраїль).

## Технологія приготування
Готовий марципан має вигляд білої в'язкої маси, яка має гарну пластичність. При виготовленні марципану без патоки він швидко втрачає пластичність. Для того, щоб марципан мав білий колір горіхи потрібно підсушувати, але не обсмажувати, слідкуючи за тим, щоб їх колір не змінювався. Оптимальну за якістю марципанову масу отримують з мигдалевого горіху. Марципан можна готувати двома способами: сирцевим та заварним.

### Марципан сирцевий
Мигдаль очищують від шкірки, підсушують, подрібнюють, з'єднують з цукровою пудрою, патокою і 2–3 рази пропускають крізь м'ясорубку з дрібною решіткою. Потім ароматизують коньяком або вином та додають барвник. Якщо марципан має надто густу консистенцію можна додати патоку або холодну кип'ячену воду, якщо надто рідку — цукрову пудру.

### Марципан заварний
Підсушений та очищений мигдаль подрібнюють в порошок. Цукор, воду, патоку з'єднують, сироп доводять до кипіння і уварюють до температури 121°С. Підготовлений мигдаль заварюють отриманим сиропом який вливають тонкою цівкою і добре переміщують. Охолоджують протягом 2 годин. Додають цукрову пудру, коньяк і пропускають крізь м'ясорубку.

### Класифікація виробів з марципану в Німеччині
Марципанова маса, яка виготовляється з мигдалю та цукру, досить рідко використовується в чистому вигляді при виробництві кондитерських виробів. Як правило, до неї ще додається цукор і саме від їх пропорції залежить якість кінцевого продукту. Існує кілька видів марципанових виробів:
Звичайний марципан (нім. Marzipan) — не менше 50 % марципанової маси і відповідно не більше 50 % доданого цукру. Це мінімально дозволена пропорція марципану до цукру в Німеччині.
Благородний марципан (нім. Edelmarzipan) — не менше 70 % марципанової маси в продукті.
Благородний Любекський марципан (нім. Lübecker Edelmarzipan) — не менше 90 % марципанової маси.
Нідереггер марципан (нім. Niederegger Marzipan) — 100 % марципанової маси. Виготовляється лише компанією Niederegger в місті Любек на півночі Німеччини.